# Телесфор
Телесфор (грч. Τελεσφόρος, крај 4. века) је био Антигонов генерал, који је ослободио готово цели Пелопонез, а након тога је напустио Антигона и наставио да ратује за свој рачун.

## Ослобађа готово цели Пелопонез
Антигон је 313. п. н. е. послао Телесфора на Пелопонез да би вратио градовима слободу. Телесфор је ишао у поход са 50 бродова и значајним бројем војника. Пре тога Касандар се нагодио са Полиперхоновим сином Александром и понудио му статус стратега Пелопонеза. Телефор је ослободио многе градове које је држао Александар Полиперхонов. Једино није ослободио Сикион и Коринт, које је држао сам Полиперхонт.

## Неуспешно спасавање Ореја
Када је Касандар опсео Ореј, на северу Еубеју у помоћ граду прискочили су Телесфор и Медије. Телесфор је дошао са Пелопонеза са 20 бродова и 1.000 војника, а Медије је доша из Азије са 100 бродова. Најпре су запалили неколико Касандрових бродова, али Касандар их је победио у поморском боју. Изгубили су неколико бродова и повукли се.

## Ратује за свој рачун
Током 312. п. н. е. Антигон је свом нећаку Полемеју поверио команду у рату на Пелопонезу. Телесфор се осећао изневереним и био је љубоморан на Полемеја и љут на Антигона, па је одлучио да се одметне. Наговорио је део војске да му се придружи, па је продао бродове и започео рат за свој рачун. Најпре је дошао у Елиду, претварао се као да је са њима у пријатељским односима, па је заузео град. Опљачкао је и светилиште у Олимпији узевши више од 50 таланата. Сакупио је и плаћенике. Међутим када је дошао Полемеј успео је да натера Телесфора да врати Елиду и Килену. Антигон је касније опростио Телесфору, што се види по томе што је пратио Деметрија Полиоркета 307/6. п. н. е. приликом његовога обиласка Атине.